# Manfred Max-Neef
Artur Manfred Max-Neef (Valparaíso, 26 oktober 1932 – Valdivia, 8 augustus 2019) was een Chileense econoom van Duitse afkomst. Hij begon zijn carrière als professor in de economie op de Universiteit van Californië - Berkeley in het begin van de zestiger jaren. Hij staat vooral bekend om zijn indeling van fundamentele menselijke behoeften.

## Levensloop
Max-Neef reisde door Zuid-Amerika en de Verenigde Staten, als gastprofessor in verschillende universiteiten, maar ook deed hij onderzoek naar en leefde met de armen. Hij werkte aan het probleem van ontwikkeling in de derde wereld, en schreef over het tekortschieten van conventionele modellen van ontwikkeling die mede geleid hebben tot armoede, schulden en ecologische rampen voor gemeenschappen in de derde wereld.
In 1981 schreef Max-Neef From the Outside Looking In: Experiences in Barefoot Economics, een impressie van zijn reizen onder de armen in Zuid-Amerika. In 1982 won Max-Neef de Right Livelihood Award voor zijn werk in gebieden met veel armoede in ontwikkelingslanden. Max-Neef deed in 1993 mee bij de verkiezingen voor president van Chili als onafhankelijke kandidaat. Hij kreeg bij deze verkiezing 5,55% van de stemmen.
In 1993 werd Max-Neef benoemd tot rector van de Universidad Austral de Chile in Valdivia. Hij was rector gedurende acht jaar. Max-Neef is lid geweest van de World Future Council. Hij is betrokken geweest bij de European Academy of Sciences and Arts, de New York Academy of Sciences, en de Leopold Kohr Academy in Salzburg. Hij was erelid van de Club van Rome.

## Invloed
Zijn boek Human Scale Development (1989) wordt door de Universiteit van Cambridge (Cambridge Institute for Sustainability Leadership) gezien als een van de 50 belangrijkste boeken over duurzaamheid (sustainability).
Hij wordt vermeld in het boek van David Simon: Fifty Key Thinkers on Development (2006; ISBN 0415337895). David Simon is Professor of Development Geography aan de Royal Holloway University of London.